# Итон, Джон (композитор)
Джон Чарльз Итон (англ. John Charles Eaton, 30 марта 1935, Брин-Мар, Пенсильвания — 2 декабря 2015, Нью-Йорк, США) — американский композитор, пионер электронной музыки, автор опер. Произведения Итона широко известны и исполняются во всём мире.

## Биография
Родился в Брин-Маре, штат Пенсильвания. Изучал композицию в Принстонском университете у Бэббитта, Коуна, Кима и Сешнса, музыковедение у Менделя и Странка, а также игру на фортепиано. Окончил университет в 1957 году, получив степени бакалавра и магистра изящных искусств. До 1968 года жил в Риме, затем вернулся в Принстон и в 1970 году получил степень доктора философии. Преподавал в университете Индианы (1970—1991), одновременно был руководителем Центра электронной и компьютерной музыки. Приглашённый профессор Принстонского университета (1981), профессор Чикагского университета (1990—2001).
Выступал в качестве джазового пианиста в 1953—1971 годах. В 1960-х годах участвовал в разработке нескольких моделей синтезатора (с Робертом Мугом и Paul Ketoff) и в 1960—1970-х исполнял музыку на синтезаторе. Джон Итон дал более 1000 концертов на синтезаторе и называл себя «первым электронным трубадуром».
Во время работы в Чикаго сосредоточился на создании произведений для небольших ансамблей, в том числе камерных опер. Итон организовал и был руководителем профессиональной труппы The Pocket Opera Players, исполнявшей его оперы, а также камерные музыкально-сценические произведения других композиторов. Итон продолжал руководить этим ансамблем и после отъезда из Чикаго в 2001 году.
Композитор сочинял 12-тоновую серийную музыку, электронную музыку, считается выдающимся композитором в сфере микротональной музыки. Микротональные произведения Итона основаны на интервалах в 1/4 тона. Так, написанная в 1965 году «Микротональная фантазия» (Microtonal Fantasy) исполняется одним пианистом на двух роялях, настроенных в 1/4 тона один относительного другого. Помимо инструментальных произведений, писал большие и камерные оперы, в том числе по заказам оперных театров, телевизионные оперы, кантаты.
Джон Итон — создатель жанра «карманной оперы», предназначенной для небольшого числа вокалистов и камерной инструментальной группы. В карманной опере певцы играют на музыкальных инструментах, а музыканты поют и участвуют в сценическом действии наряду с певцами. Другое своё жанровок открытие — музыкально-сценический жанр без участия вокалистов — Итон называл «музыкантским капустником» (romps for instrumentalists). Действие представляют костюмированные музыканты со своими инструментами. В числе примеров таких произведений — «Пер Гюнт».
Итон был женат на певице Нельде Нельсон, имел сына и дочь. Джон Итон скончался от кровоизлияния в мозг 2 декабря 2015 года.

## Награды
- Награда ASCAP (1955—1956)
- Стипендия фонда Вудро Вильсона (1958)
- Три Римские премии (1959, 1960, 1961)[11]
- Две стипендии Гуггенхайма (1962, 1965)[11]
- 32 премии фонда Broadcast Music, Inc. (1967—1998)
- Премия Пибоди и премия штата Огайо (1973, за оперу «Мышкин»)
- Грант Fulbright Travel (1987)
- National Music Theater Award (1988)
- Стипендия Мак-Артура (1990)[7]
- Грант фонда Аарона Копленда (1995)

## Произведения
Творческое наследие Джона Итона включает произведения для сцены (в том числе большие и «карманные» оперы), оркестровые и хоровые произведения, камерные, фортепианные и вокальные произведения. Итон — автор книги Involvement with Music: New Music since 1950 (1976).

### Произведения для сцены

#### Оперы
- Ma Barker (1957—1958)
- «Геракл» (Herakles) (1964; премьера 10 октября 1968, Турин)
- «Мышкин» (Myshkin) (1966—1971, по роману «Идиот»; премьера 23 апреля 1973, Блумингтон). Одна из частей может исполняться как концертное произведение "Прелюдия к «Мышкину»
- «Лев и Андрокл» (The Lion and Androcles) (1973; премьера 1 мая 1974, Индианаполис)
- «Дантон и Робеспьер» (Danton and Robespierre) (1978; премьера 21 апреля 1978, Блумингтон)[12]
- «Плач Клитемнестры» (The Cry of Clytemnestra) (1979—1980; премьера 1 марта 1980, Блумингтон)[13]
- «Буря» (The Tempest) (1983—1985; премьера 27 июля 1985, Санта-Фе)[14][15]
- «Преподобный Джим Джонс» (The Reverend Jim Jones) (1989)
- Let’s Get This Show on the Road (1993)
- Golk (1995)
- «Антигона» (Antigone) (1999)
- …inasmuch (2002; премьера 21-22 мая 2002, Нью-Йорк)[1][5]
- «Король Лир» (King Lear) (2003—2004)
- «Загадочная история Бенджамина Баттона» (The Curious Case of Benjamin Button) (2010; премьера 15 июня 2010, Нью-Йорк)[1][9]

#### Музыка для театра
- «Три грации» (The Three Graces) (1972)
- «Пер Гюнт» (Peer Gynt) (1990)[5]
- «Блошиный цирк Саломеи» (Salome’s Flea Circus) (1994; премьера 24-25 июня 2003, Нью-Йорк)[1]
- «Дон Кихот» (Don Quixote) (1994)[10]
- «Путешествие с Гулливером» (Travelling with Gulliver) (1997)
- «Божественный Нарцисс» (El Divino Narciso) — кантата (1998)
- «Молодость» (Youth) — опера-кантата (2000; премьера 14 декабря 2000, Чикаго)[1]
- «Пиноккио» (Pinocchio) (2004; премьера 18-19 мая 2004, Нью-Йорк)[1][3]
- Rerouted (2013)[1]

### Оркестровые произведения
- Увертюра Tertullian (1958)
- «Адажио и аллегро» для флейты, гобоя и струнного оркестра (1960)
- Концертная пьеса для синтезатора с оркестром (1968)
- «Трансформации» для синтезатора с оркестром (1975)
- Симфония № 2 (1981)
- «Вспоминая Рим» (Remembering Rome) — симфония для скрипичного оркестра (1986)
- Threnody for Paisan (2003)

### Хоровые произведения
- Duo на библейские тексты (1977)
- «Месса» (1997)

### Дискография
- First Performances: The Syn-Ket and Moog Synthesizer in the 1960s by John Eaton (EMF Media)
- Electro-Vibrations: the Music of John Eaton (Decca)
- Music of John Eaton: Mass / Blind Man’s Cry / Concert Music for Solo Clarinet (Composers Recordings, 1972)
- Danton and Robespierre (Composers Recordings, 1978)
- The Music of John Eaton: Cry of Clytaemnestra / From the (Indiana University, 1997)
- Songs of Desperation and Comfort (Нельда Нельсон, сопрано) // в сб. The New American Scene (Albany Records? 1998)
- The Curious Case of Benjamin Button (Center for Contemporary Opera, 2012)